# Yira Sor
Yira Collins Sor (Lagos, 24 luglio 2000) è un calciatore nigeriano, centrocampista del Genk.

## Carriera

### Club
Ha giocato nella prima divisione ceca con il Baník Ostrava.

### Nazionale
Con la nazionale Under-20 nigeriana ha preso parte al campionato mondiale di calcio Under-20 2019.

## Palmarès

### Club

#### Competizioni nazionali
- Coppa della Repubblica Ceca: 1

Slavia Praga: 2022-2023